# Мейлир
Мейлир (валл. Meilyr), известный как Мейлир Бард (валл. Meilyr Brydydd, умер в 1137 году) — валлийский поэт, период творчества которого пришелся на первую треть XII века. Признаётся одним из самых первых «Поэтов принцев», занимал пост пенкерда (валл. pencerdd) — главного поэта при дворе правителя Гвинеда Грифида ап Кинана.
Политическое и культурное возрождение в Гвинеде в период правления Грифида ап Кинана создало основу для расцвета сословия бардов и дало начало новому этапу развития поэтического мастерства, сложившегося в, так называемую, традицию «Поэтов после первых» (валл. Gogynfeirdd) или «Поэтов принцев», в рамках которой барды, имея достаточно высокий придворный статус, посвящали важную часть творчества своим венценосным патронам.
Мейлир является основоположником династии поэтов, которую продолжил его сын Гвалхмай ап Мейлир, его внуки — Мейлир и Эйнион ап Гвалхмай, а также, весьма вероятно, Элидир Сайс. Династия эта была тесно связана с островом Англси и внесла весьма значительный вклад в валлийскую литературу.
Поэтическое наследие Мейлира из трёх произведений сохранилось лишь в Хендрегадредском манускрипте. Из них только два — величественная элегия, посвящённая Грифиду ап Кинану, и стихотворение в жанре «поэмы у смертного одра» (валл. marwysgafn), в котором Мейлир ищет примирения с Богом и выражает желание быть похороненным на острове Бардси, однозначно признаются принадлежащими перу Мейлира. Сохранившееся фрагментарно третье произведение в размере аудл, ранее рассматривавшееся как пророчество битвы при Минид-Карн, может и не принадлежать Мейлиру. Возможно оно является частью элегии посвящённой Карадогу ап Грифиду, последнему правителю Морганнуга.
По форме и содержанию поэзия Мейлира представляет собой сочетание традиционных и новаторских решений. Так элегия Грифиду написана в размере Сyhydedd naw ban, что как и архаичный синтаксис характерно для более древней поэзии, в то же время, его предсмертная поэма сложена в сочетании размеров Сyhydedd naw ban и Сyhydedd hir (аудл), чем характеризуется и метрическое стихосложение остальных «Поэтов принцев».